# Comuna Kazanlăk, Stara Zagora
Kazanlăk (în bulgară Казанлък) este o comună în regiunea Stara Zagora, Bulgaria, formată din orașele Kazanlăk și Șipka și 18 sate. 

## Localități componente

### Orașe
- Kazanlăk
- Șipka

### Sate
| - Buzovgrad - Cerganovo - Dolno Izvorovo - Dunavți - Goleamo Dreanovo - Gorno Cerkoviște | - Gorno Izvorovo - Hadjidimitrovo - Iasenovo - Koprinka - Krăn - Kăncevo | - Ovoștnik - Rozovo - Răjena - Srednogorovo - Enina - Șeinovo |

## Demografie
Componența etnică a comunei Kazanlăk
     Turci (6,83%)
     Romi (5,15%)
     Bulgari (79,66%)
     Nicio identificare (7,26%)
     Altele (1,08%)
La recensământul din 2011, populația comunei Kazanlăk era de 72.581 locuitori. Din punct de vedere etnic, majoritatea locuitorilor (79,66%) erau bulgari, existând și minorități de turci (6,83%) și romi (5,15%). Pentru 7,26% din locuitori nu este cunoscută apartenența etnică.